# Fratelli D'Alessandri
Antonio D'Alessandri (L'Aquila, 1818 – Roma, 1893) e  Paolo Francesco D'Alessandri (L'Aquila, 1824 – Roma, 1889) sono stati due fotografi italiani, contemporanei degli Alinari, che furono attivi soprattutto a Roma.
Noti per la tecnica del collodio umido, operarono soprattutto con clienti appartenenti alla «nobiltà romana» e ad alti prelati del Vaticano. I due fotografi che fotografarono con la Breccia di Porta Pia, la presa di Roma, sono considerati i primi fotoreporter di guerra d'Italia. Foto delle loro collezioni sono custodite anche presso
l'International Museum of Photography and Film at George Eastman House di Rochester (New York), il più antico museo del mondo dedicato alla fotografia.

## Biografia

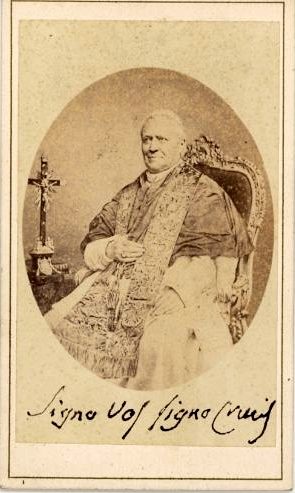
Fratelli D'Alessandri, Pio IX.

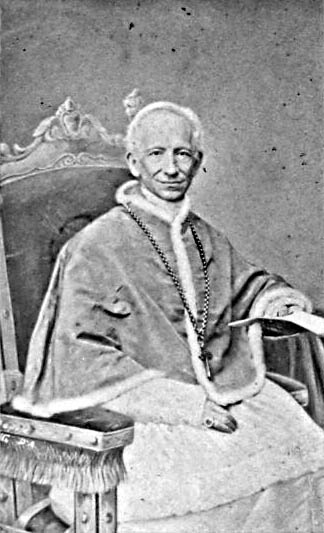
Fratelli D'Alessandri, Leone XIII.

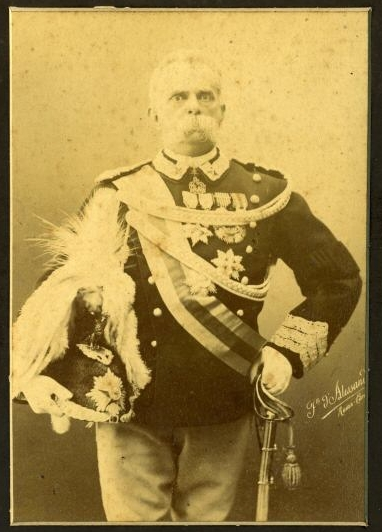
Fratelli D'Alessandri, Umberto I di Savoia.

### Gli inizi
Giunti a Roma dalla nativa città dell'Aquila i due fratelli, fissato il domicilio nella Capitale, si erano dedicati in un primo tempo a girare l'Europa, alla ricerca di innovazioni tecnico-scientifiche da sfruttare in senso economico. Fu così che all'inizio degli anni Cinquanta dell'800 iniziarono a interessarsi di fotografia e soprattutto a fare pratica del nuovo metodo di stampa detto "al collodio" che rendeva più semplice e immediato il raggiungimento di risultati commerciabili. I fratelli D'Alessandri si collocano fra i primissimi fotografi romani insieme a Tommaso Cuccioni, Giacomo Caneva, James Anderson e Lorenzo Suscipj, tutti considerati i capostipiti della Scuola Romana di Fotografia
Annota Silvio Negro, in uno dei suoi scritti sulla storia della fotografia a Roma, che il laboratorio dei fratelli D'Alessandri fu certamente il primo studio professionistico aperto nella Capitale; in tale circostanza don Antonio, come sacerdote cattolico, fu costretto a chiedere una specifica dispensa per esercitare liberamente il mestiere di fotografo, dispensa che l'autorità ecclesiastica gli concesse a patto di non ostentare sul lavoro l'abito ecclesiastico.

### I ritratti al Papa e alla corte pontificia
L'appartenenza di don Antonio al clero, insieme all'indiscusso talento tecnico e artistico, favorirono il successo dell'impresa. I due fratelli ottennero infatti per primi i permessi per entrare in Vaticano e ritrarre il Pontefice Pio IX con la sua corte.
Si è scritto al riguardo che:
(I fratelli D'Alessandri fotografi a Roma, in "Notizie dalla Delfico, 2004, nn.1-2, p.64;”)
La fama dei due fotografi si diffuse rapidamente tra la nobiltà romana e tra i più alti prelati. Alla lista dei clienti di riguardo si aggiunsero anche i Sovrani di Napoli in esilio e, ben presto le richieste giunsero anche dall'estero.

### Reporter di guerra
La continua ricerca di nuovi occasioni di intervento portò i fratelli D'Alessandri, nel 1862, a fotografare gli accampamenti degli zuavi pontifici e successivamente, nel 1867, sul campo di battaglia di Mentana a operare nel ruolo, tra i primi in Italia, di veri e propri reporter di guerra.
Nella mostra della fotografia romana del 1953 furono esposte le seguenti foto eseguite a Mentana dai D'Alessandri:
Veduta del paese, I pagliai, Il campo di battaglia verso Monterotondo, Morti sulla strada, Vigna Santucci, (foto del 3 novembre 1867); Trofei presi ai garibaldini di Mentana (fotografia con la scritta Porta Inferi non prevalebunt);
Racconta Silvio Negro, storico della fotografia romana, che
(Silvio Negro, Seconda Roma, p.395)
Nel 1870 infine furono a Porta Pia a ritrarre i bersaglieri italiani vincitori, in posa sulle rovine della breccia. Quest'ultimo "reportage" provocò un'ostile reazione delle autorità vaticane che revocarono ai D'Alessandri ogni privativa in precedenza concessa. I contrasti con le autorità ecclesiastiche giunsero al punto che don Antonio preferì abbandonare per sempre il sacerdozio.

### Le fotografie della Roma ottocentesca
In realtà lo studio dei due fratelli abruzzesi era ormai affermato e non aveva più bisogno di alcun privilegio. Il lavoro svolto nel corso degli anni era stato enorme e sarebbe proseguito per oltre un ventennio sotto la direzione dei due fondatori. La documentazione visiva che lo studio D'Alessandri raccolse sulla città di Roma è fondamentale per la storia della capitale. Grazie a quelle foto si ricostruisce una Roma ottocentesca, oggi altrimenti perduta: edifici e strade, interi quartieri ormai scomparsi; esponenti della nobiltà capitolina ritratti nelle pose più ricercate e consone al proprio rango, popolani al lavoro, immagini della vita sociale e religiosa: nel complesso una capillare e preziosa iconografia sugli ultimi vent'anni della Roma pontificia e sui primi vent'anni di Roma capitale d'Italia.
Non va dimenticato poi che nel 1887 il Genio Civile di Roma commissionò ai D'Alessandri una campagna fotografica destinata a documentare lo stato del fiume Tevere prima e dopo la costruzione degli argini.
Fu la grande Mostra della fotografia romana, tenuta nel 1952, a cura di Silvio Negro, a mettere in luce il ruolo centrale svolto dai D'Alessandri per la conservazione della memoria storica romana e a far conoscere a un grande pubblico il loro lavoro.
Dopo la morte dei due fondatori, il lavoro dello studio sarebbe stato portato avanti ancora per diversi anni, fino al 1930, da Tito (Roma, 1864-1942) e Renato, figlio e nipote di Paolo Francesco.

## La tecnica: dal "collodio umido" alle fotografie "a colori"
I fratelli D'Alessandro sono noti per aver introdotto fra i fotografi del tempo la tecnica del collodio umido.

## Esposizioni
I fratelli D'Alessandri parteciparono con le loro fotografie almeno a otto esposizioni, vincendo in quella di Roma del 1870 il 1º premio, in quella di Parigi una medaglia d'argento e in quella di Milano una medaglia di bronzo per una serie di ritratti realizzati con gelatina colorata.

1858 Roma

1861 Roma

1861 Firenze

1863 Firenze

1869 Roma

1870 Roma

1881 Milano

1890 Roma

## Fotografie dei D'Alessandri negli archivi italiani e stranieri
Fotografie dello studio D'Alessandri sono conservate in varie biblioteche e numerosi archivi pubblici e privati:
- Roma, Archivio fotografico comunale;
- Roma, Museo di Roma;
- Roma, Biblioteca Vallicelliana;
- Roma, Istituto Nazionale di Archeologia e Storia dell'Arte;
- Napoli, ATN-Archivi di Teatro;
- Londra, National Portrait Gallery;
- Madrid, Museo del Prado
- Bologna, Biblioteca comunale dell'Archiginnasio;
- Milano, Civico Archivio Fotografico, Castello Sforzesco, Milano (Collezione Lamberto Vitali)